# Святий Себастьян (Рені)
«Святий Себастьян» Гвідо Рені, що нині зберігається в Новій Зеландії — твір пізньої зрілості майстра італійського класицизму. Датований приблизно 1625 роком, він є одним із восьми полотен художника, присвячених постаті святого мученика III століття.

## Історія та опис
Спочатку вона належала до приватної колекції герцога Гамільтона, а згодом була продана новозеландському музею.
Ця версія ближча до тих, що знаходяться в Болоньї, Мадриді, Парижі та Пуерто-Рико, хоча порівняно з ними ліва рука, що стирчить з-за спини, включена і зазвичай не з'являється, натільна сорочка стала більш відвертою, а до пейзажу додано кілька фігур.
Сріблястий колір обличчя, характерний для руки Рені, посилює ауру, яка тут стає майже непроникною для святого, зануреного між побожністю і відданістю. Статура юнака худорлява, а в живіт встромлена стріла. Екстатична поза тісно асоціюється з «Бунтівним рабом» Мікеланджело Буонарроті; обидва підіймають голови вгору, ніби насильно тягнучись до неба.

## Інші версії

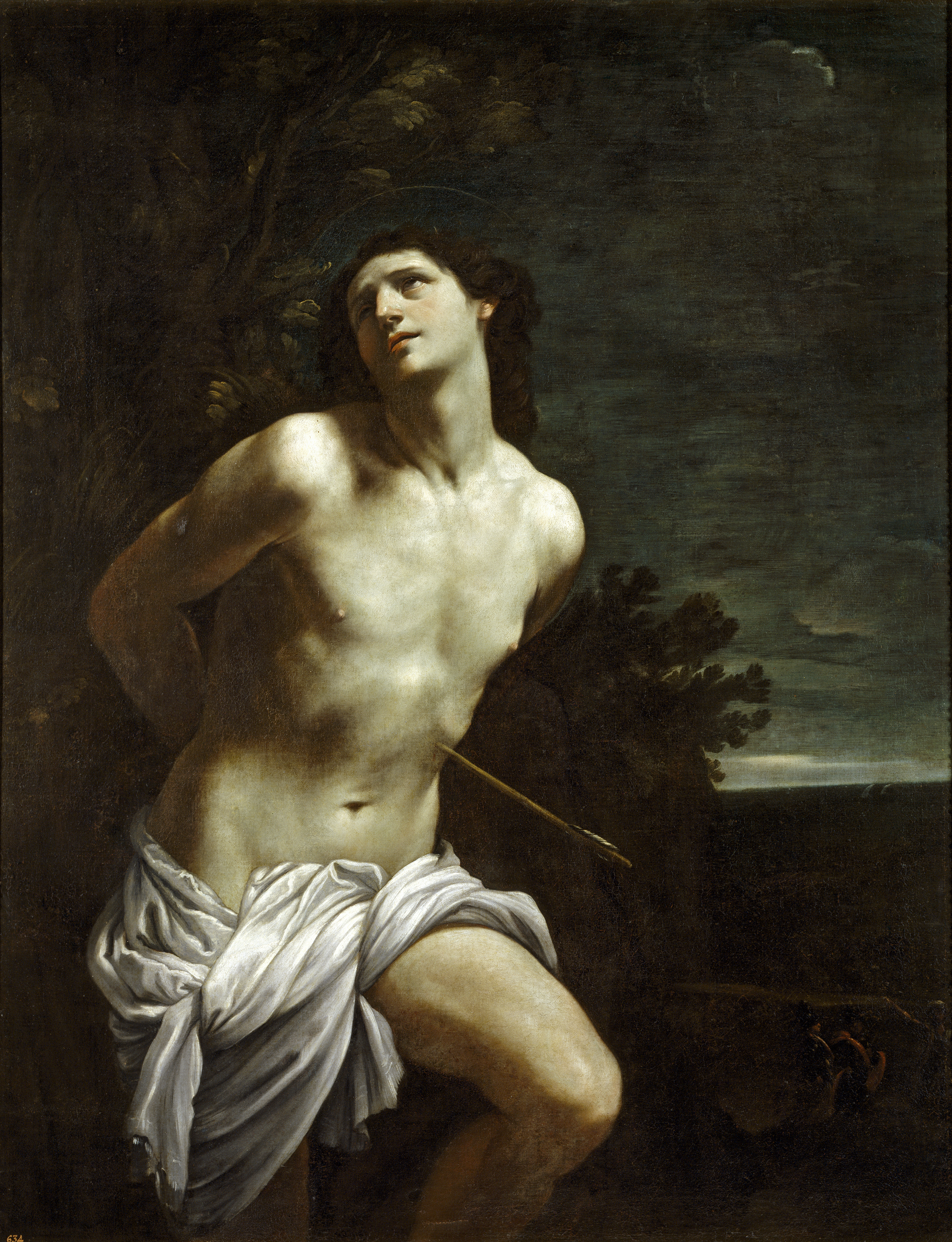
Гвідо Рені, Святий Себастьян, 1617-19, 170×133 см. Музей Прадо, Мадрид.
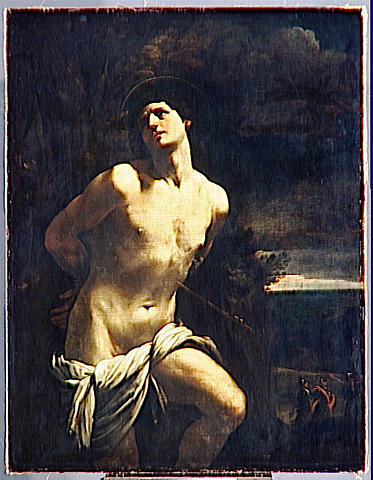
Гвідо Рені, Святий Себастьян, 1617-19, 117×132 см. Музей Лувр, Париж.
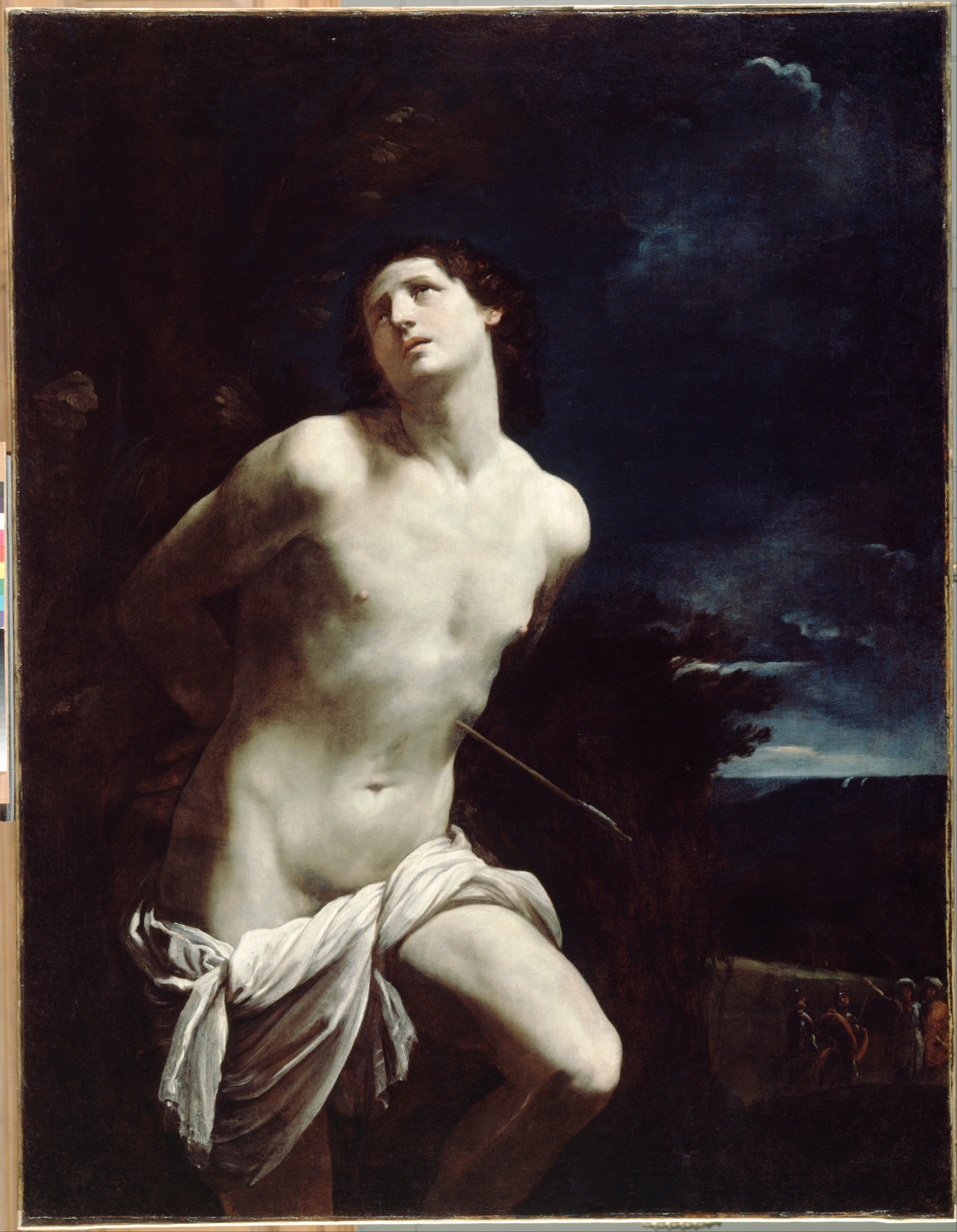
Гвідо Рені, Святий Себастьян, 1630-35, 170,1 x 131,1 см. Картинна галерея Далвіч, Лондон. Це була одна з найвідоміших картин музею в 19 столітті, але в 1880 році вона була каталогізована як навчальна робота, а в 1980 році - як копія: сьогодні вона визнана копією двох картин з автографами в музеї Прадо і Луврі..[2].